# デバイ‐ワラー因子
デバイ=ワラー因子（デバイ=ワラーいんし、英: Debye–Waller factor）とは、熱振動によるX線や中性子の散乱強度の減衰を表す因子のこと。

## 概要
結晶では原子の熱振動によってその電子は静止原子より広い空間に広がって分布する。X線回折などにおいて、回折角の大きい反射では同一の原子内でも各電子の散乱X線の位相のずれが大きくなり、回折強度が減少する。静止原子の構造因子 f を用いると、実在の原子構造因子は f よりも小さくなり、f･e−M という形で表される。ここで e−M または e−2M をデバイ‐ワラー因子または温度因子と呼ぶ。
X線散乱では M = B sin2θ/λ2 であり、反射面に垂直な方向の原子の平均二乗変位 <u2> を用いると、B = 8π2<u2> となる。この B のことを温度因子（またはB因子）と呼ぶことも多い。絶対零度でも零点振動があるので、B = 0 とはならない。一般に結晶を構成する独立な原子それぞれに別々の温度因子を与える必要がある。また熱振動は一般には異方性を持つので、その効果を補正することが必要である。
B は無機化合物では0.5～3 Å2、有機化合物では2～8 Å2 のことが多い。